# Encarsia brasiliensis
Encarsia brasiliensis is een vliesvleugelig insect uit de familie Aphelinidae. De wetenschappelijke naam is voor het eerst geldig gepubliceerd in 1904 door Hempel.